# Sistema porta-hipofisiário
Sistema porta-hipofisário é uma rede de capilares fenestrados (são irregulares, se adaptam a forma da estrutura na qual circundam), originados da Artéria Hipofisária superior, que formam a vasculatura  entre o hipotálamo (por intermédio da Eminência Mediana) e a adeno-hipófise. Serve para transporte de hormônios hipotalâmicos que controlam a produção e liberação de hormónios hipofisários, atuando em sistemas de alças de retroalimentação entre hipotálamo-hipófise-tecido alvo.
Os hormônios hipotalâmicos são transportados por axônios até a eminência média onde são secretados para o plexo capilar primário.
O núcleo hipofisiotrófico do hipotálamo, lança seu hormônio no plexo vascular primário, que se anastomosa formando a veia porta hipofisária que se ramifica no plexo vascular secundário.
1. ↑  Carneiro, José (2019). Histologia Básica, Texto e Atlas. Rio de Janeiro: Guanabara Koogan. p. 400-401. 554 páginas